# George Robinson, I marchese di Ripon
George Francis Robinson, I marchese di Ripon (Londra, 24 ottobre 1827 – Birmingham, 9 luglio 1909) è stato un politico e diplomatico britannico. Dal 1833 al 1859 è stato conosciuto come Visconte Goderich.

## Biografia

### Infanzia e studi
Nacque a Londra, dal padre Frederick John Robinson, I conte di Goderich, e da madre Lady Sarah Hobart, figlia di Robert Hobart, IV conte di Buckinghamshire.
Intraprese gli studi di teologia e legge in università straniere, i primi all'Università di Copenaghen e i secondi all'Università di Tubinga, in Germania. Grazie agli importanti incarichi che ricoprivano suo padre e innumerevoli dei suoi parenti, ebbe modo di frequentare giovanissimo la corte e precisamente l'entourage del principe Augusto Federico di Hannover, duca di Sussex, e grazie a questi ebbe modo di entrare a far parte della massoneria britannica.

### Carriera

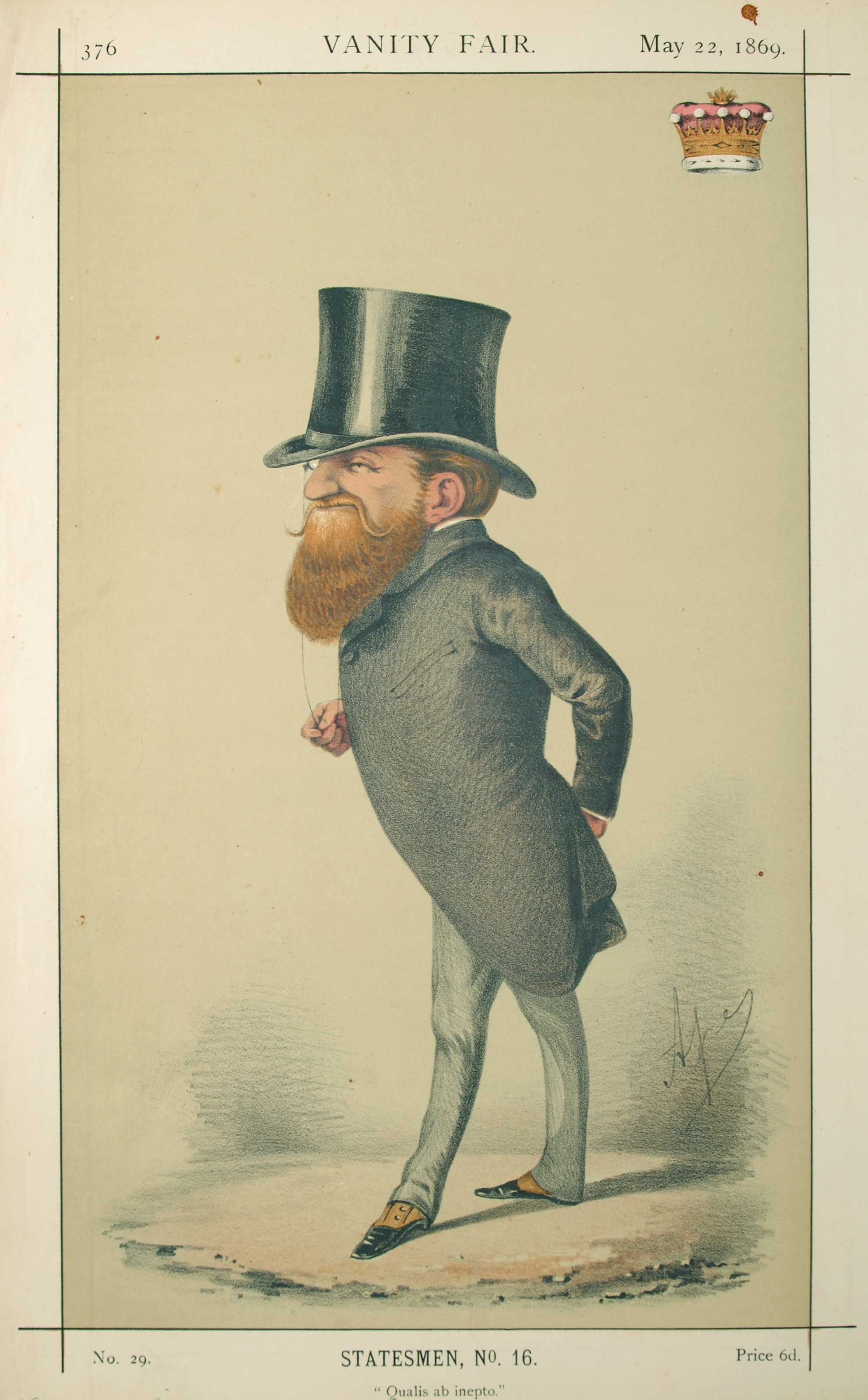
George Robinson, I marchese di Ripon, in una caricatura per Vanity Fair

Nel 1852 entrò a far parte della Camera dei Comuni come deputato Whig e poi Liberale per il collegio di Huddersfield e poi per quello di West Riding; nel 1859 divenne membro della Camera dei Lord.
Successivamente, nel 1861 entrò a far parte del consiglio privato della regina Vittoria, fu Segretario di Stato della Guerra e Leader della Camera dei Comuni, nonché redattore di alcuni dei principali paragrafi del diritto moderno inglese.
Fu inviato dal plenipotenziario Sir John Rose Holden alla Pace di Washington insieme a Stafford Northcote e Edward Thorton e ricevette la Medal of Honor. Nel 1869 fu insignito dell'Ordine della Giarrettiera; nel 1880 fu viceré d'India, dove instaurò un clima di tolleranza e rispetto per i costumi e leggi locali, dopo un periodo di aspra repressione instaurata dall'ex-viceré Charles Hardinge. Promosse anche la definizione delle Indian famine codes.
Nel 1892 divenne Segretario di Stato delle Colonie, I Lord dell'Ammiragliato e successivamente Leader della Camera dei Lords.
Nel 1870 era successo a Thomas Dundas, II conte di Zetland, come Gran Maestro della Gran Loggia Unita d'Inghilterra, titolo che detenne fino alla morte.

### Religione e filantropia
Nel 1874 si era fatto cattolico abiurando all'anglicanesimo ed aveva fatto molte opere di carità e filantropia: nel 1904 aveva fondato l'Università di Leeds assieme al cattolico Lord Otho FitzGerald, aveva versato metà del suo patrimonio in favore degli aiuti ai lebbrosi in India e sempre in India aveva fondato una nuova moschea a Delhi e redatto innumerevoli editti a favore della libertà di culto ai musulmani dell'odierno Pakistan. Per tali azioni nel 1905 era stato insignito dell'Ordine Supremo del Cristo e nel 1899 il re di Svezia Oscar II lo aveva insignito dell'Ordine della Stella Polare e del titolo nobiliare svedese.

### Onorificenze britanniche

Lo stemma di I marchese di Ripon, cavaliere dell'Ordine supremo del Cristo

## Ascendenza
|                                            |                                             |                                         | Genitori                                          |  |  | Nonni |  |  | Bisnonni                           |  |  | Trisnonni                     |  |
|                                            |                                             |                                         |                                                   |  |  |       |  |  | Thomas Robinson, I barone Grantham |  |  | William Robinson, I baronetto |  |
|                                            |                                             |                                         |                                                   |  |  |       |  |  | Thomas Robinson, I barone Grantham |  |  | William Robinson, I baronetto |  |
|                                            |                                             | Mary Aislabie                           |                                                   |  |  |       |  |  | Thomas Robinson, I barone Grantham |  |  |                               |  |
| Thomas Robinson, II barone Grantham        |                                             |                                         |                                                   |  |  |       |  |  | Thomas Robinson, I barone Grantham |  |  |                               |  |
|                                            |                                             | Frances Worsley                         | Thomas Worsley                                    |  |  |       |  |  |                                    |  |  |                               |  |
|                                            |                                             | Frances Worsley                         | Thomas Worsley                                    |  |  |       |  |  |                                    |  |  |                               |  |
|                                            |                                             | Frances Worsley                         | Mary Frankland                                    |  |  |       |  |  |                                    |  |  |                               |  |
| Frederick John Robinson, I conte di Ripon  |                                             | Frances Worsley                         |                                                   |  |  |       |  |  |                                    |  |  |                               |  |
|                                            |                                             | Philip Yorke, II conte di Hardwicke     | Philip Yorke, I conte di Hardwicke                |  |  |       |  |  |                                    |  |  |                               |  |
|                                            |                                             | Philip Yorke, II conte di Hardwicke     | Philip Yorke, I conte di Hardwicke                |  |  |       |  |  |                                    |  |  |                               |  |
|                                            |                                             | Philip Yorke, II conte di Hardwicke     | Margaret Cocks                                    |  |  |       |  |  |                                    |  |  |                               |  |
| Mary Yorke                                 |                                             | Philip Yorke, II conte di Hardwicke     |                                                   |  |  |       |  |  |                                    |  |  |                               |  |
|                                            |                                             | Jemima Yorke, II marchesa Grey          | John Campbell, III conte di Breadalbane e Holland |  |  |       |  |  |                                    |  |  |                               |  |
|                                            |                                             | Jemima Yorke, II marchesa Grey          | John Campbell, III conte di Breadalbane e Holland |  |  |       |  |  |                                    |  |  |                               |  |
|                                            |                                             | Jemima Yorke, II marchesa Grey          | Amabel Grey                                       |  |  |       |  |  |                                    |  |  |                               |  |
| George Robinson, I marchese di Ripon       |                                             | Jemima Yorke, II marchesa Grey          |                                                   |  |  |       |  |  |                                    |  |  |                               |  |
|                                            | George Hobart, III conte di Buckinghamshire | John Hobart, I conte di Buckinghamshire |                                                   |  |  |       |  |  |                                    |  |  |                               |  |
|                                            | George Hobart, III conte di Buckinghamshire | John Hobart, I conte di Buckinghamshire |                                                   |  |  |       |  |  |                                    |  |  |                               |  |
|                                            | George Hobart, III conte di Buckinghamshire | Elizabeth Bristow                       |                                                   |  |  |       |  |  |                                    |  |  |                               |  |
| Robert Hobart, IV conte di Buckinghamshire | George Hobart, III conte di Buckinghamshire |                                         |                                                   |  |  |       |  |  |                                    |  |  |                               |  |
|                                            |                                             | Albinia Bertie                          | Vere Bertie                                       |  |  |       |  |  |                                    |  |  |                               |  |
|                                            |                                             | Albinia Bertie                          | Vere Bertie                                       |  |  |       |  |  |                                    |  |  |                               |  |
|                                            |                                             | Albinia Bertie                          | Ann Casey                                         |  |  |       |  |  |                                    |  |  |                               |  |
| Sarah Hobart                               |                                             | Albinia Bertie                          |                                                   |  |  |       |  |  |                                    |  |  |                               |  |
|                                            |                                             | Edmund Bourke                           | …                                                 |  |  |       |  |  |                                    |  |  |                               |  |
|                                            |                                             | Edmund Bourke                           | …                                                 |  |  |       |  |  |                                    |  |  |                               |  |
|                                            |                                             | Edmund Bourke                           | …                                                 |  |  |       |  |  |                                    |  |  |                               |  |
| Margaretta Bourke                          |                                             | Edmund Bourke                           |                                                   |  |  |       |  |  |                                    |  |  |                               |  |
|                                            |                                             | …                                       | …                                                 |  |  |       |  |  |                                    |  |  |                               |  |
|                                            |                                             | …                                       | …                                                 |  |  |       |  |  |                                    |  |  |                               |  |
|                                            |                                             | …                                       | …                                                 |  |  |       |  |  |                                    |  |  |                               |  |
|                                            |                                             | …                                       |                                                   |  |  |       |  |  |                                    |  |  |                               |  |